# Domingo Díaz de Salcedo Muñoz
Domingo Díaz de Salcedo y Muñoz (Toledo, España, 1745-Santiago, Chile 1827) fue un militar, alcalde de Santiago y diputado en el Primer Congreso Nacional representando a Santiago.

## Biografía
Domingo Díaz de Salcedo Muñoz (denominado en otras ocasiones Díaz Muñoz de Salcedo), español, oriundo de Castilla La Nueva, llegado a Chile en 1771, casado con María Cruz Díaz de la Puente Darrigrande, con quien tuvo cinco hijos: Manuel, Juana, Manuela, Petronila y Juan Antonio.
En 1787 siendo alcalde de Santiago mandó a imprimir una esquela invitando a alumbrar la insignia del Señor de Mayo en su procesión. Fue segundo cónsul del Tribunal del Consulado al instituirse en 1795; coronel del regimiento milicias del Rey. En 1813 solicita carta de ciudadanía y el Cabildo de Santiago, el 20 de julio, no da curso a la petición porque en él “se han visto desde el primer paso de su instalación (del nuevo régimen) las acciones y operaciones más públicas de su adversidad”.
Fue elegido diputado propietario por Santiago obteniendo 277 votos. En esa calidad, el 10 de mayo de 1811 integró el Tribunal Superior de Gobierno. El 17 de mayo de ese año, integró la Sala de Guerra de la Junta Superior de Gobierno.
Aunque era de tendencia realista participó y firmó el Reglamento para el Arreglo de la Autoridad Ejecutiva Provisoria de Chile, sancionado en 14 de agosto de 1811. Más tarde firmó el Reglamento Constitucional Provisorio, sancionado en 26 de octubre de 1812. 
Participó en el Primer Congreso Nacional de 1811, entre los días 4 de julio hasta el 4 de septiembre, día en que el general José Miguel Carrera exigió y obtuvo la reducción de los doce diputados por Santiago al número de siete.
Con la Reconquista española muchos monárquicos ofrecieron a gobernador Marcó del Pont defender la causa hispana. Díaz de Salcedo fue el primero de ellos pero por su edad avanzada y ninguna experiencia en el campo de batalla, Marcó sabía que personas de ese tipo poco o nada podían ayudar, enviándole un oficio que señalaba: “Por ahora no hai destino acomodado a su posibilidad; i si en adelante se ofrece, lo tendré presente para proporcionarle esa satisfacción”.

## Escritos
En 1806, Domingo Díaz de Salcedo, como miembro del tribunal del Consulado, encargado de atender al fomento y desarrollo del comercio y  la industria,  presentaba en ese tribunal una memoria que en relación con la moneda y los cambios, sostenía en posición contraria a las ideas imperantes en la época, señalando: “que los contratos de préstamo de dinero a interés no eran en manera alguna contrarios a la moral ni a la religión; que los capitales, como las casas y las haciendas, podían darse en arriendo, y que de esta operación resultaba un beneficio recíproco para ambos contratantes”.

## Actividades Públicas
- Militante del Bando Realista.
- Participó y firmó el Reglamento para el Arreglo de la Autoridad Ejecutiva Provisoria de Chile (1811).
- Diputado por Santiago, al primer Congreso Nacional (1811)
- Miembro del Tribunal Superior de Gobierno (1811)
- Participó y firmó el Reglamento Constitucional (1812).

El golpe militar dirigido por José Miguel Carrera lo despojó de su cargo, luego desapareció de la escena pública.

Anales de la República: textos constitucionales de Chile y registros de los ciudadanos que han integrado los Poderes Ejecutivo y Legislativo, desde 1810, Luis Valencia Aravia, Editorial Andrés Bello, 1986, 2.ª Edición.